# Сень Олександр Васильович
Олекса́ндр Васи́льович Сень (нар. 1 липня 1961, с. Бірки Зіньківського р-ну Полтавської обл.) — український державний діяч. Заступник міністра аграрної політики та продовольства України — керівник апарату (з квітня 2013).

## Біографія
Народився 1 липня 1961 у с. Бірки Зіньківського р-ну на Полтавщині.
У 1983 році закінчив Полтавський сільськогосподарський інститут за спеціальністю «економіст-організатор сільськогосподарського виробництва». Працював старшим економістом у рідному колгоспі ім. Куйбишева (1983—1986 роки, з перервою на службу в лавах Радянської армії у 1983—1984 роках). У 1986—1999 роках працював головним економістом колгоспу «Прогрес» (с. Лип'янка Карлівського району Полтавської області).
Протягом 1999—2006 років — заступник начальника, 1-й заступник начальника, начальник Головного управління сільського господарства і продовольства, у 2006—2011 роках — начальник Головного управління агропромислового розвитку Полтавської облдержадміністрації.
Заступник міністра аграрної політики та продовольства України (з 8 червня 2011) — керівник апарату (з 23 квітня 2013). Звільнений 8 квітня 2015.
Заступник голови правління ПАТ «Державна продовольчо-зернова корпорація України» (з 21 квітня 2015).

## Нагороди, почесні звання
- Орден «За заслуги» III ступеня (листопад 2009)[7]
- Заслужений працівник сільського господарства України